# يوجيتا بالي
يوجيتا بالي هي ممثلة هندية، ولدت في 13 أغسطس 1952.

## وصلات خارجية
- يوجيتا بالي على موقع IMDb (الإنجليزية)
- يوجيتا بالي على موقع أول موفي (الإنجليزية)
- يوجيتا بالي على موقع قاعدة بيانات الفيلم (الإنجليزية)
- يوجيتا بالي على موقع كينوبويسك (الروسية)